# 迪亚诺阿伦蒂诺
迪亚诺阿伦蒂诺（義大利語：Diano Arentino），是意大利因佩里亚省的一个市镇。总面积8.32平方公里，人口717人，人口密度86.2人/平方公里（2009年）。ISTAT代码为008025。